# Knír
Knír je v současné době asi nejběžnější úpravou vousu hned za plnovousem. Způsobů úpravy kníru je mnoho. Od Chaplinova „kartáčku“, který nosil také nacistický diktátor Adolf Hitler, přes klasický knír, se kterým je známý herec Pavel Zedníček či sovětský diktátor Josif Stalin, až k pečlivě navoskovanému kníru Salvadora Dalího, či Hercula Poirota, fiktivního detektiva z románů Agathy Christie. Mezi známé české nositele kníru patřil i malíř a ilustrátor Adolf Born, prezident Václav Klaus či ministr zahraničí Karel Schwarzenberg.
Knír je symbolem každoroční listopadové akce s názvem Movember, jejímž cílem je zvýšit povědomí veřejnosti o rakovině prostaty a dalších nemocech a problémech, které se týkají mužského pohlaví.  

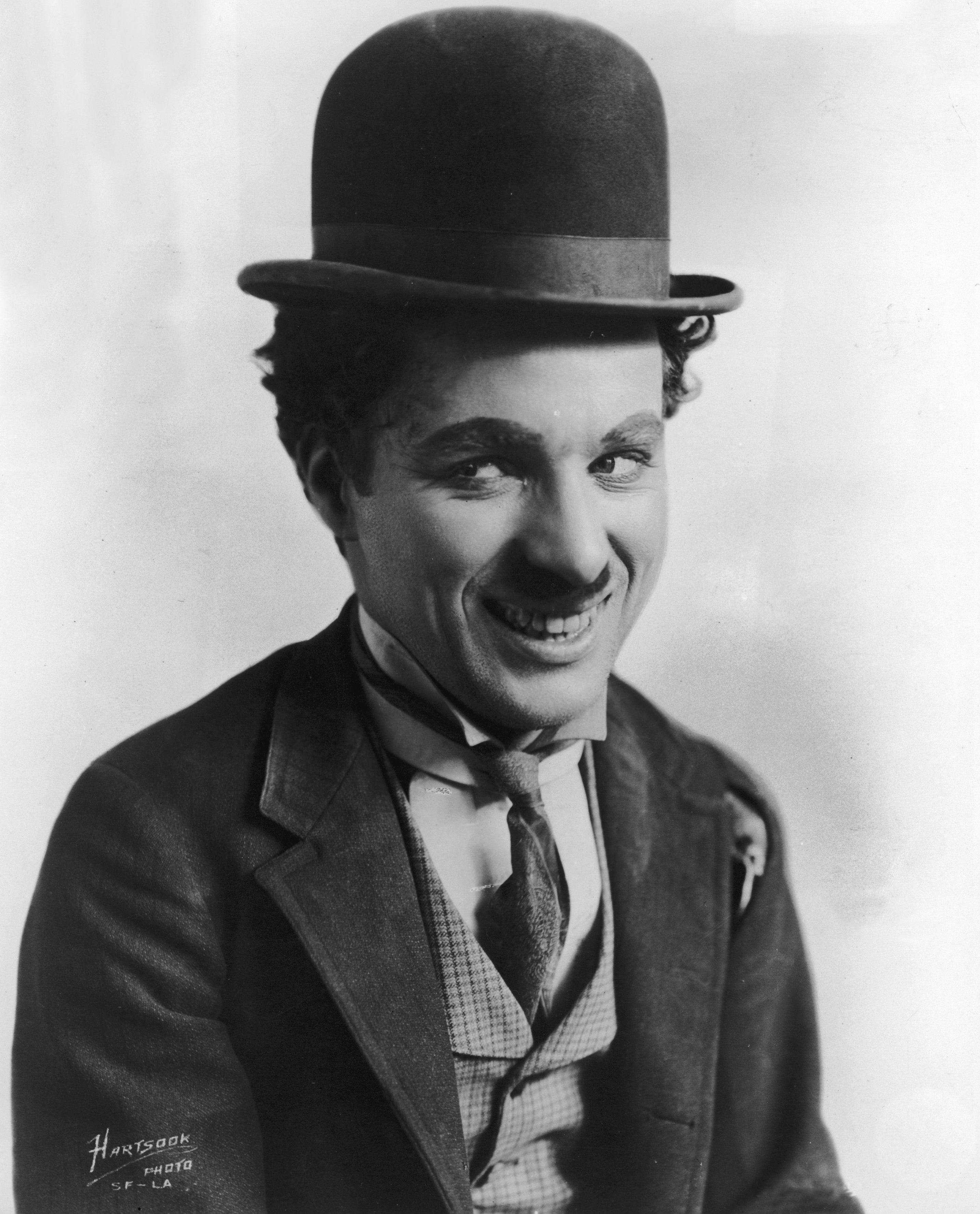
Charlie Spencer Chaplin
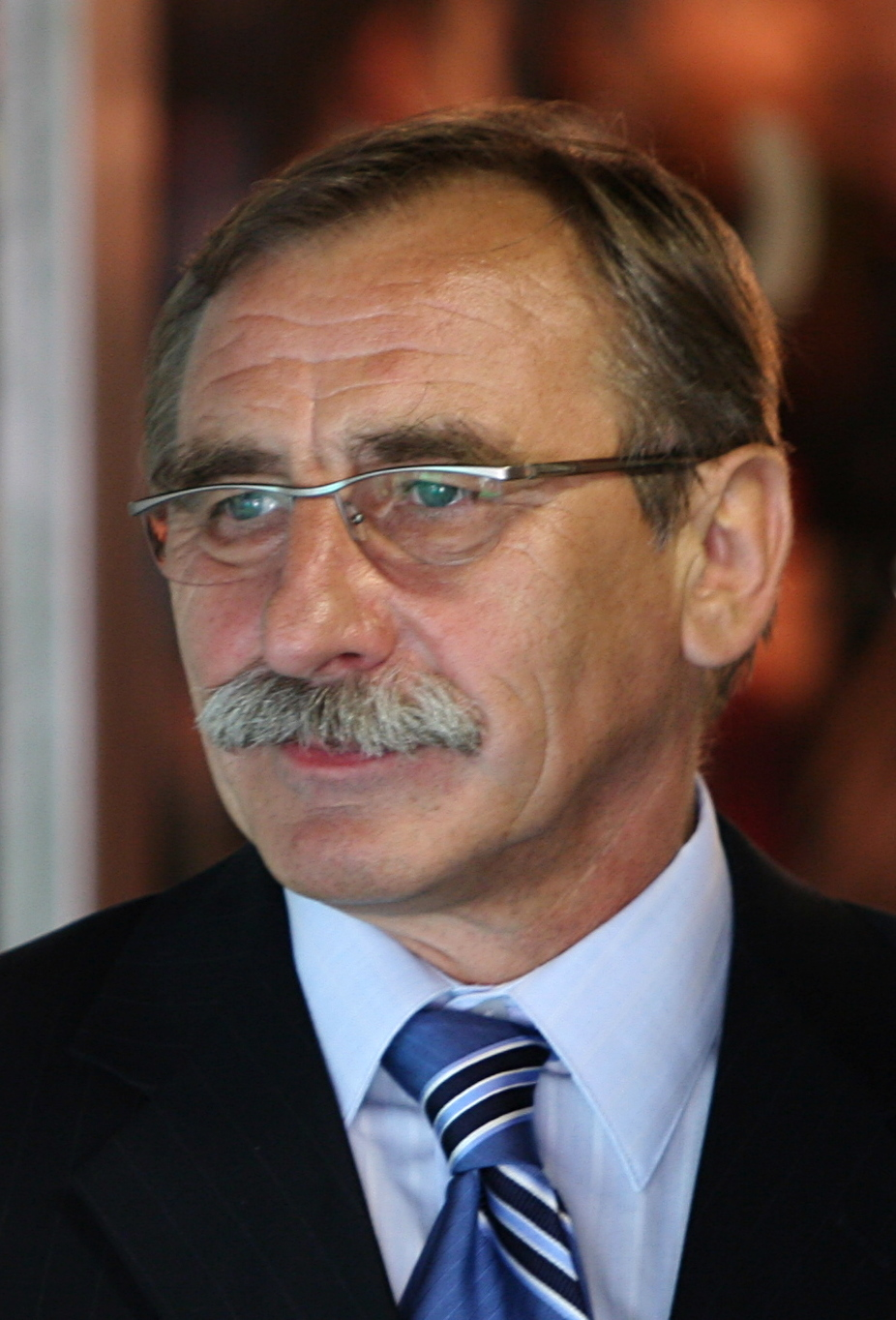
Pavel Zedníček
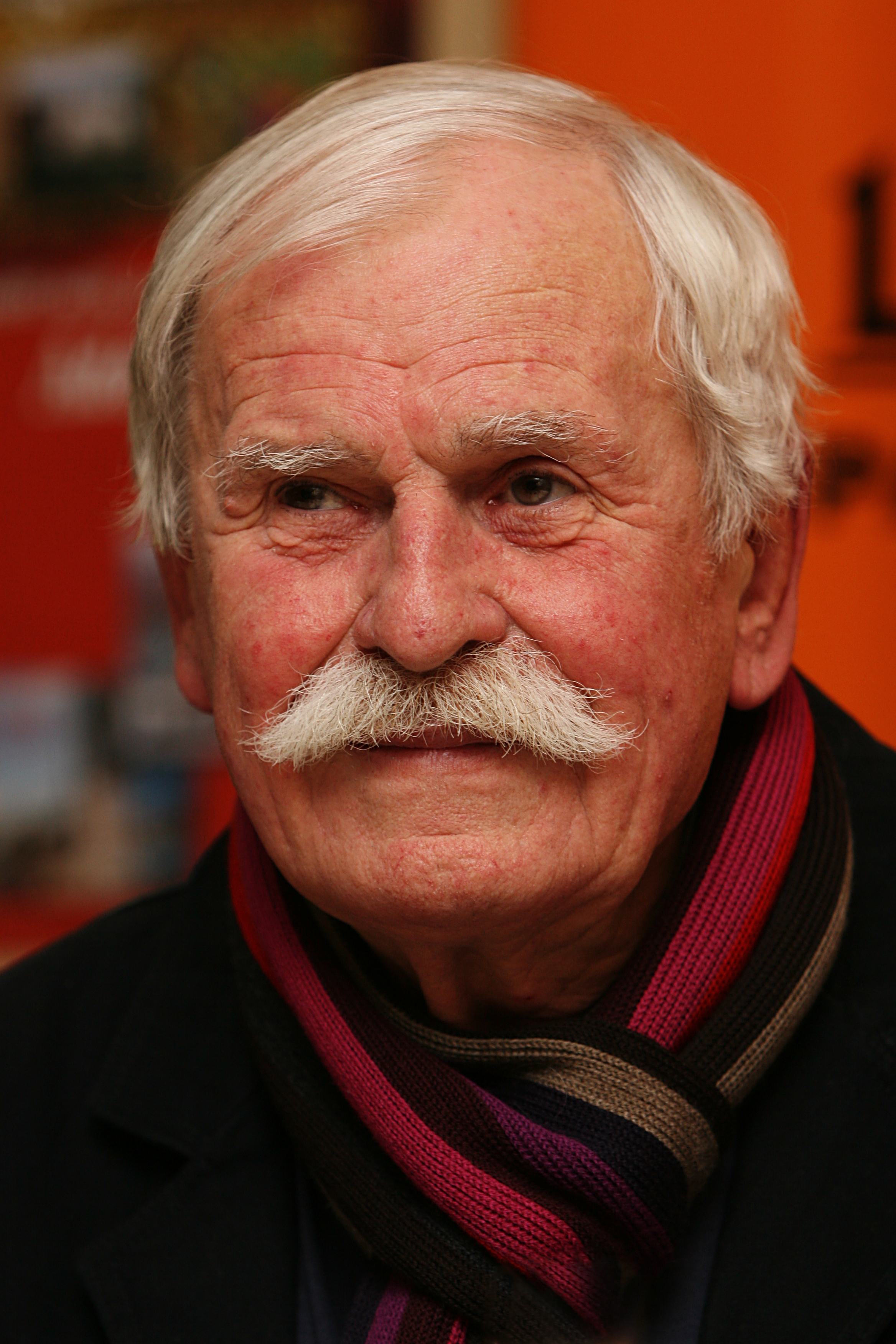
Adolf Born
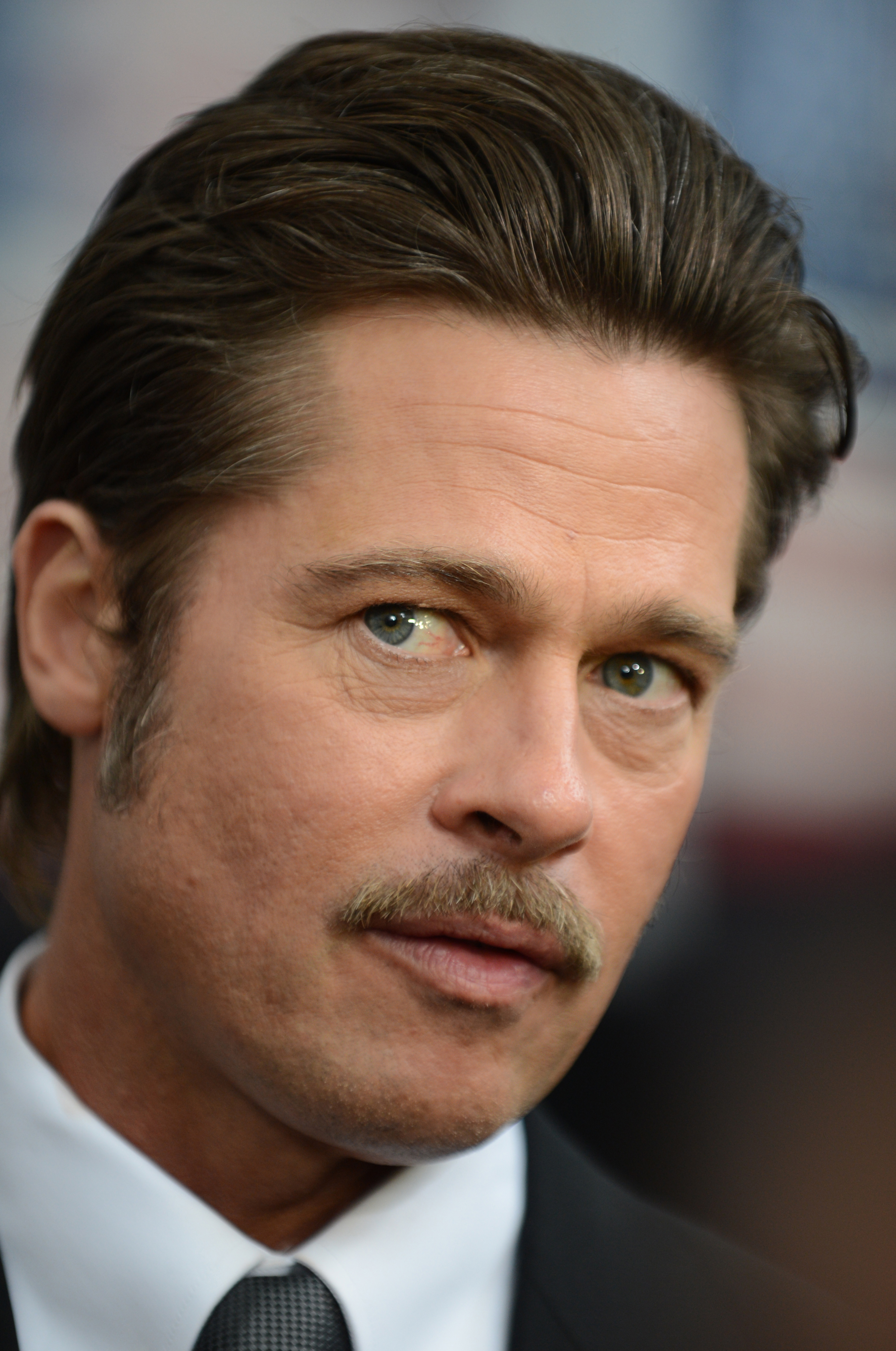
Brad Pitt
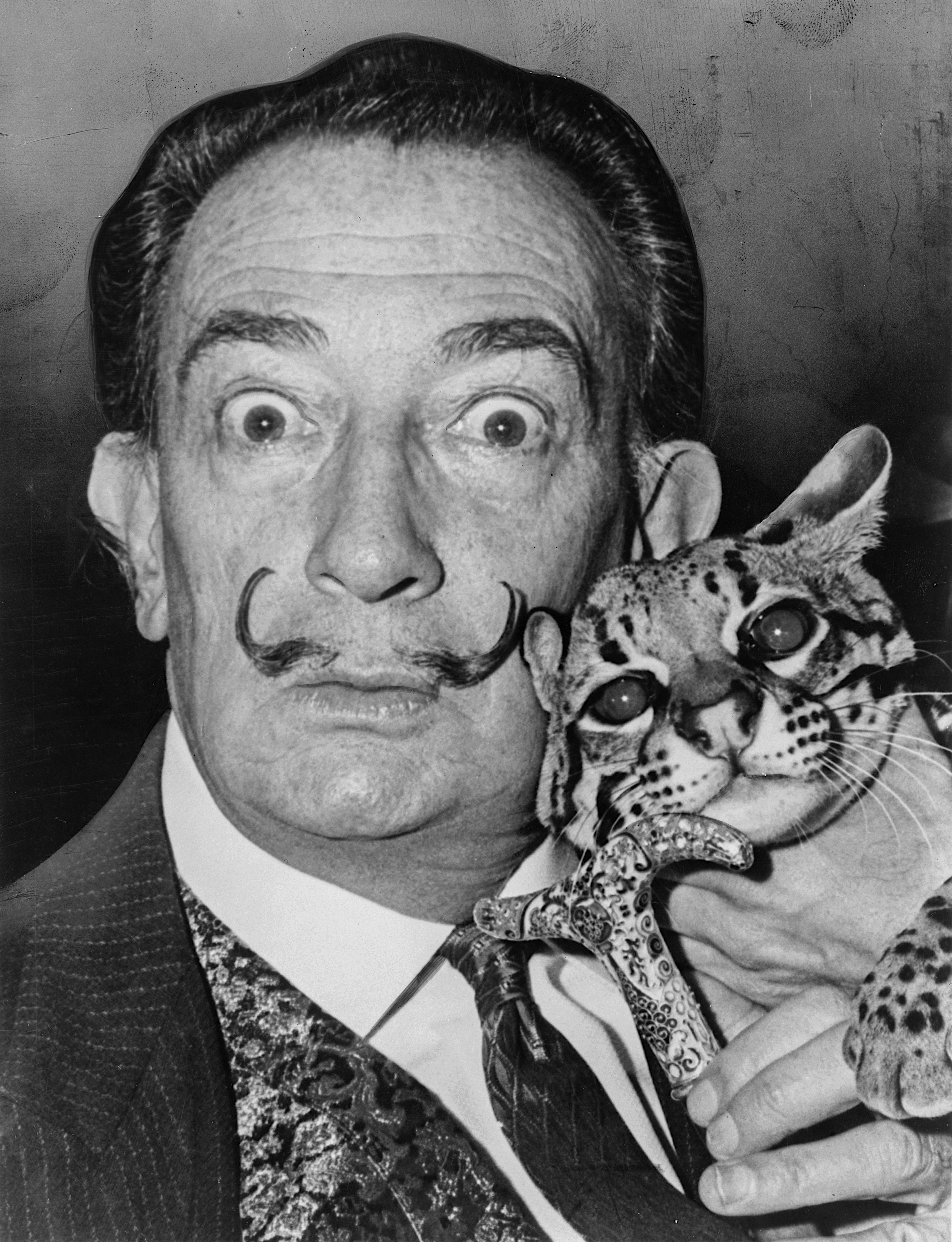
Salvador Dalí
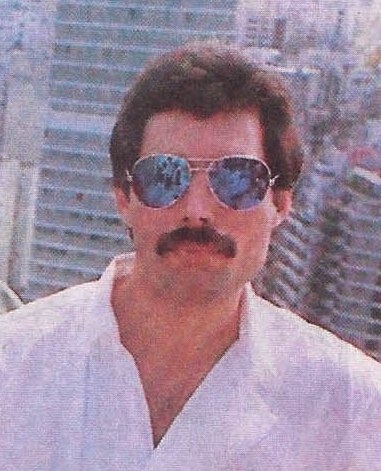
Freddie Mercury
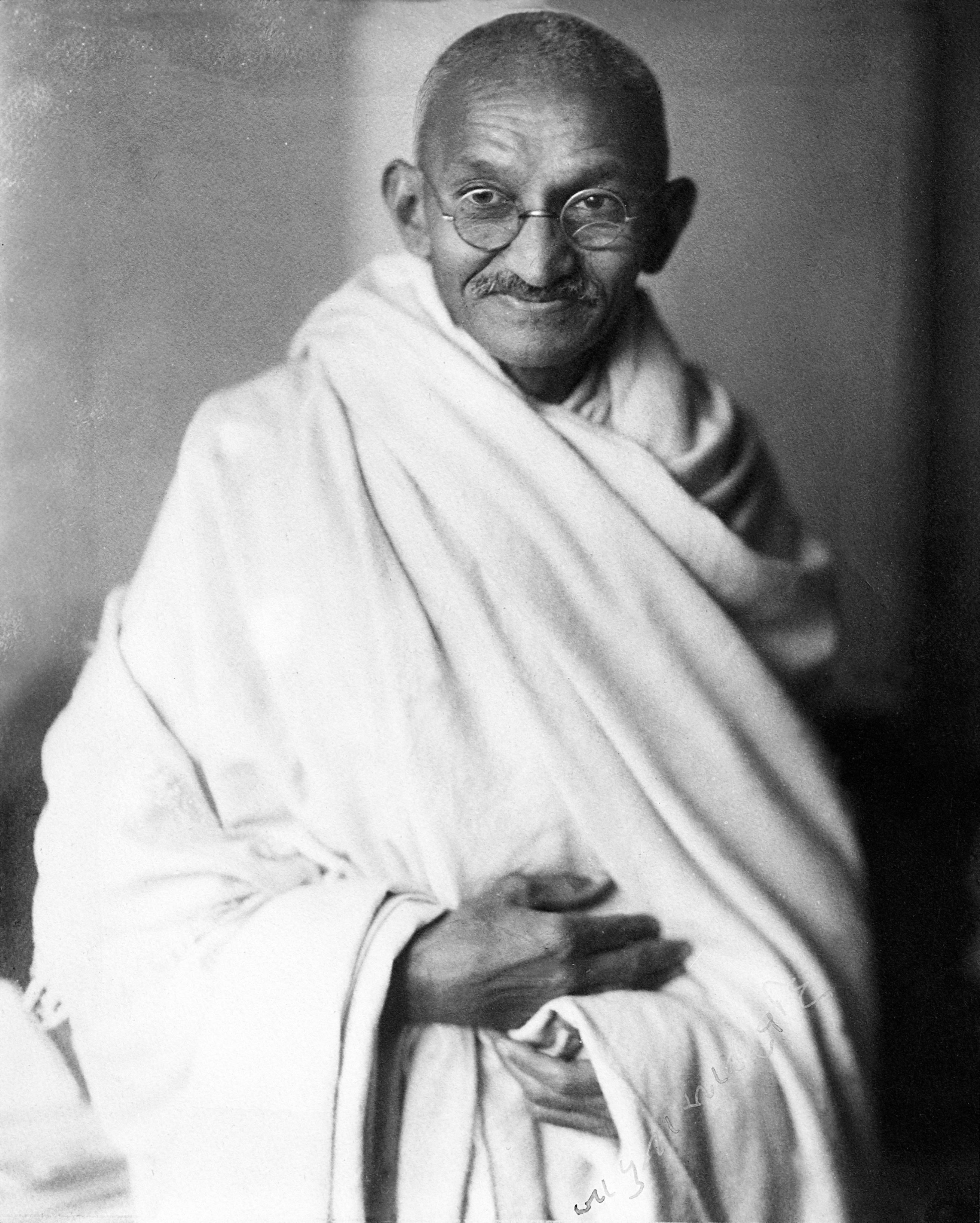
Mahatma-Gandhi
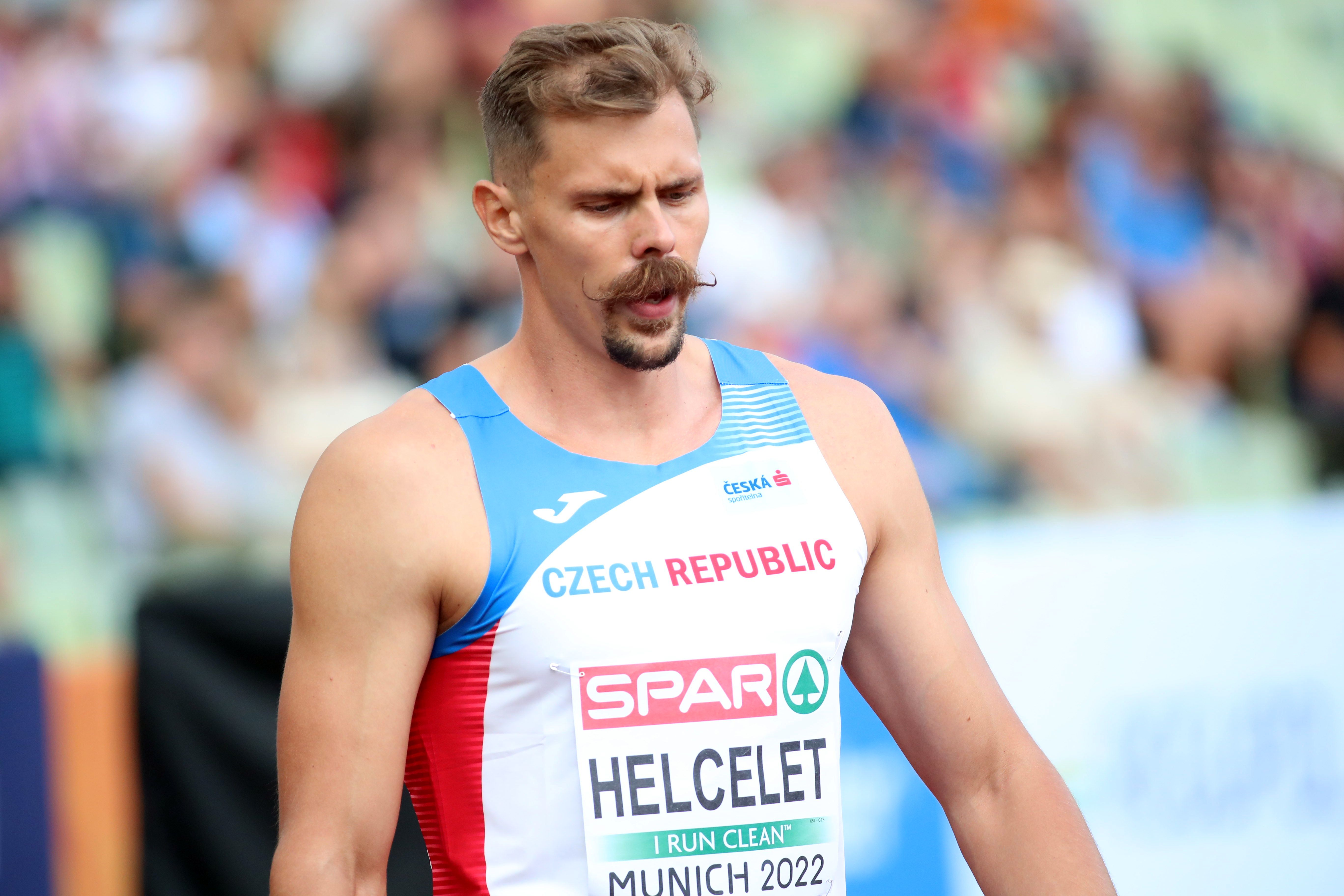
Adam Sebastian Helcelet
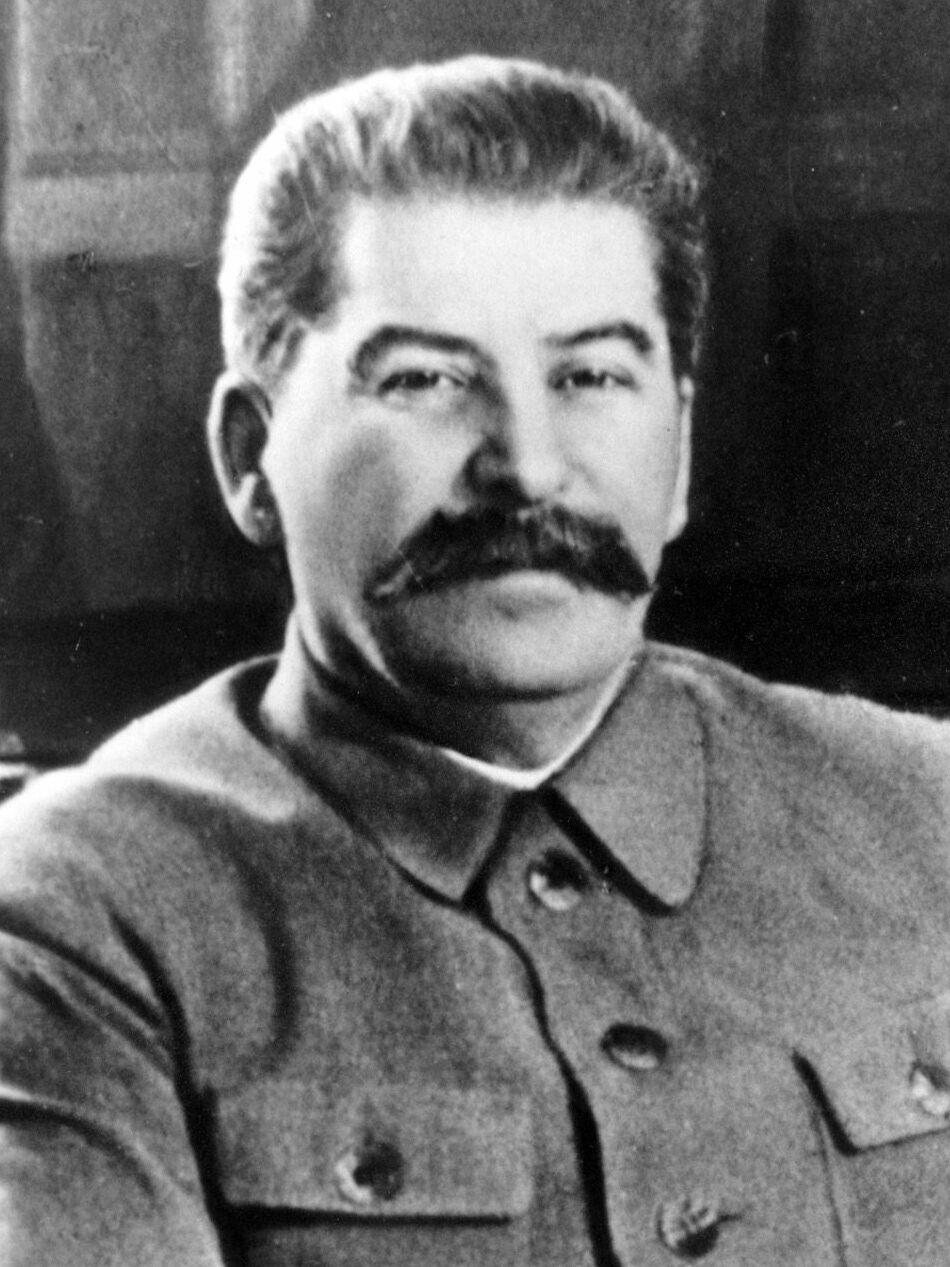
Josif Vissarionovič Stalin